# Ivo Meirelles
Ivo Renê Meirelles (Rio de Janeiro, 22 de fevereiro de 1962) é um cantor, compositor e instrumentista brasileiro, vocalista do grupo Funk'n'Lata e presidente da escola de samba Estação Primeira de Mangueira entre 2009 e 2013.
Ivo é conhecido pelas fusões rítmicas do samba com a música pop, funk e soul. Assim como Jorge Ben Jor,  ele rejeita o rótulo samba-rock.

## Biografia
Ao 11 anos, Ivo Meirelles desfilou pela primeira vez na Mangueira, início sua carreira como DJ na Mangueira, o repertório de suas festas era composto de canções no estilo samba-rock ou suingue.
Na década de 1980 fez parte da ala compositores da Estação Primeira de Mangueira, compôs ao lado de Paulinho e Lula o samba-enredo campeão do Carnaval de 1986, Caymmi mostra ao mundo o que a Bahia e a Mangueira têm. O pai de Ivo, Ivan Meirelles também fez parte da ala de compositores da escola. Ivo fez parceiras com o cantor Lobão e a cantora Fernanda Abreu. Em 1992 foi eleito vice-presidente da Mangueira. 
Em 1995 criou o grupo de percussão Funk'n'Lata, que mistura de elementos de samba, soul, funk e funk carioca. O estilo musical do grupo não agradou à Mangueira e Ivo acabou se afastando da escola.
Entre 2001 e 2006, Ivo foi comentarista nas transmissões de carnaval carioca da Rede Globo e jurado do programa Fama, da mesma emissora. Com o grupo Funk'n'Lata, excursionou pela Europa.
Em Janeiro de 2001, o Funk'n'Lata participa do Rock in Rio III na Tenda Brasil, num show de apenas 30 minutos, Ivo e a banda cantaram canções de James Brown, singles lançados pela Furacão 2000 e o samba Aquele Abraço de Gilberto Gil (acompanhados pela bateria da Mangueira). Ainda em 2001, Ivo sai do grupo dando lugar a Mario Brother e grava um CD solo pelo selo Regata intitulado "Samba Soul".
Em 2006, o músico se tornou presidente de bateria da Mangueira, No final de 2007, Ivo renunciou do cargo após uma tentativa de agressão a um dos diretores de harmonia da escola e uma queixa-crime da modelo Viviane Araújo, ao qual teria chamado a modelo de prostituta.
Em 2008, Ivo também foi acusado de manter ligações com traficantes de drogas. No carnaval do mesmo ano, foi enredo da escola Unidos de Manguinhos
Em maio de 2009, Ivo sofreu um acidente de carro, seu carro capotou ao ser atingido por outro veículo, Meirelles nada sofreu. Dias depois, foi empossado como presidente da Estação Primeira de Mangueira. Ivo teria um adversário, que seria Carlos Dória, mas este acabou por retirar sua candidatura e o músico ficou sendo o único candidato.
Em 2010, cria a bateria "Surdo Um" da Mangueira, responsável por "paradinhas" mais longas. Também foi responsável pela introdução do timbal, instrumento idealizado por Carlinhos Brown, na bateria.
Em 2011, Ivo foi homenageado pela bateria da Independente de São João de Meriti, os ritmistas vestiram fantasias verde e rosa (cores da Mangueira) e óculos escuros e perucas coloridos, o músico é bastante conhecido por descolorir os cabelos.
Em 2012, após denunciar que o candidato Marcos Oliveira, havia invadido junto com bandidos a quadra da Mangueira para forçar a sua eleição (dele Marcos) e a exclusão das outras chapas. No mesmo ano, Ivo foi indicado por associação ao tráfico. Em abril de 2013 após eleições da Mangueira, Ivo deixa a presidência da escola, e assume seu sucessor, Chiquinho da Mangueira. Com a saída dele, o nome "Surdo Um" deixa de ser usado pela agremiação.
Ainda em 2013, ficou confinado com mais 15 pessoas na sexta temporada do reality show rural A Fazenda, exibido pela Rede Record, sendo o quinto eliminado da competição. Após sua participação no reality, Ivo passou a fazer apresentações musicais no Bar Brahma, tradicional estabelecimento do centro de São Paulo, onde está até a atualidade.
Em 2016, participou do Pré-Carnaval de Curitiba ao lado de Sérgio Loroza. No mesmo ano, estreia o projeto "Sarau do Meirelles" no Rio de Janeiro e posteriormente em São Paulo.
Em 2017, disputou sambas-enredo nas escolas Acadêmicos do Grande Rio e Mocidade Alegre, além de investir numa nova fusão musical, mesclando o samba a música sertaneja. Ainda em 2017, volta ao comando do grupo Funk'n'Lata, lançando em novembro o single Mangueira de Seu Jorge, em dueto com o cantor. Meirelles e o Funk'n'Lata já haviam gravado a canção com ele e Paula Lima no primeiro álbum solo da cantora - É Isso Aí, de 2001. Em dezembro, o grupo lança o single O Funk'n Lata vai tocar, parceria com a banda holandesa Bernie's Lounge e vocais do grupo de pagode Bom Gosto. No ano seguinte, lança uma releitura de Frevo Mulher com a participação de Elba Ramalho e uma versão em ritmo de batucada do Hino Nacional Brasileiro.
Em 2018, Ivo compôs para o Boi Garantido ao lado de Vanderlei Alvino e Sandro Putinok a toada "Perrechés do Brasil", cantada no 53° Festival Folclórico de Parintins, passando a compor outras canções para o boi desde então. No ano seguinte, lança o show "Alô Bateria! - Samba e Resenha" ao lado de nomes como Xande de Pilares, Andrezinho do Molejo, Dudu Nobre, Arlindinho, Salgadinho e Juliana Diniz. O projeto ganhou um audiovisual em 2022.

## Discografia
Álbuns-solo
- Vaidade Verde Rosa (1986)
- Desafio da Navalha (1991)
- Samba Soul (2001)
- Samba Pop do Ivo Meirelles (2013)
- Meu Samba Pop (2014)

Álbuns com o Funk'n'Lata
- O Coro Tá Comendo (1998)
- Funk'n'Lata (1999)
- #21 (2017)